# Aéroport de Friedrichshafen
Pour les articles homonymes, voir FDH.
L'aéroport de Friedrichshafen (allemand : Flughafen Friedrichshafen (code IATA : FDH • code OACI : EDNY) ou Bodensee Airport Friedrichshafen) est un petit aéroport international situé à 3 kilomètres au nord de Friedrichshafen, en Allemagne, donnant sur le lac de Constance (allemand : Bodensee). C'est le troisième aéroport le plus fréquenté du Land de Bade-Wurtemberg après Stuttgart et Karlsruhe/Baden-Baden, il accueillait 545 121 passagers en 2012. Friedrichshafen propose des destinations européennes et était l'aéroport principal de l'ancienne compagnie aérienne régionale autrichienne InterSky. De par sa proximité avec les Alpes autrichiennes et ses stations de ski, l'aéroport est également massivement utilisé durant l'hiver.
Le Palais des congrès Messe Friedrichshafen est situé juste au nord de l'aéroport où se tient, entre autres, la conférence annuelle de l'Aviation générale Européenne AERO Friedrichshafen.

## Histoire
L'aéroport est né en 1915 avec la construction des premiers hangars. Le premier vol commercial à bord de zeppelin démarre ici, avant sa relocalisation vers Francfort/Zeppelinheim.
La première ligne régulière démarre en 1929 avec Deutsche Luft Hansa (en) à destination de  Stuttgart. Après la Seconde Guerre mondiale, la demande est trop faible pour rétablir des lignes régulières, et ce jusqu'en 1978, lorsque Delta Air propose des vols à destination de Stuttgart et Zurich.
Entre 1988 et 1994, l'aéroport est rénové, ce qui inclut un nouveau terminal et une nouvelle piste. Un nouveau terminal sera plus tard inauguré en 2010.
La compagnie aérienne locale InterSky annonce l'arrêt de sa destination principale à destination de l'Aéroport Cologne/Bonn en octobre 2010, à cause de la concurrence de Germanwings qui exploite la même ligne depuis l'été . Le 14 juin 2015, Germanwings cesse également cette destination.
Le 5 novembre 2015, la compagnie InterSky stoppe toutes ses opérations à cause de difficultés financières, supprimant ainsi les lignes à destination de Berlin, Hambourg, Cologne et Düsseldorf. En décembre 2015, l'aéroport se trouve en difficulté financière depuis l'arrêt d'InterSky, son premier client.
En décembre 2015, VLM Airlines annonce son intention de baser trois appareils à Friedrichshafen et propose trois nouvelles lignes à destination de Berlin, Düsseldorf et Hambourg, avant desservis par InterSky.

## Situation
| Berlin · Brandebourg EuroAirport Basel-Mulhouse-Freiburg Freiburg · City Brême Cassel Cologne · Bonn Dortmund Dresde Düsseldorf Erfurt Francfort-Hahn Francfort · sur-le-Main Friedrichshafen Hambourg Hanovre Heringsdorf Karlsruhe · Baden-Baden Leipzig Lübeck Memmingen Munich Münster · Osnabrück Nuremberg Paderborn · Lippstadt Rostock Sarrebruck Stuttgart Sylt Weeze Mannheim |

## Installations

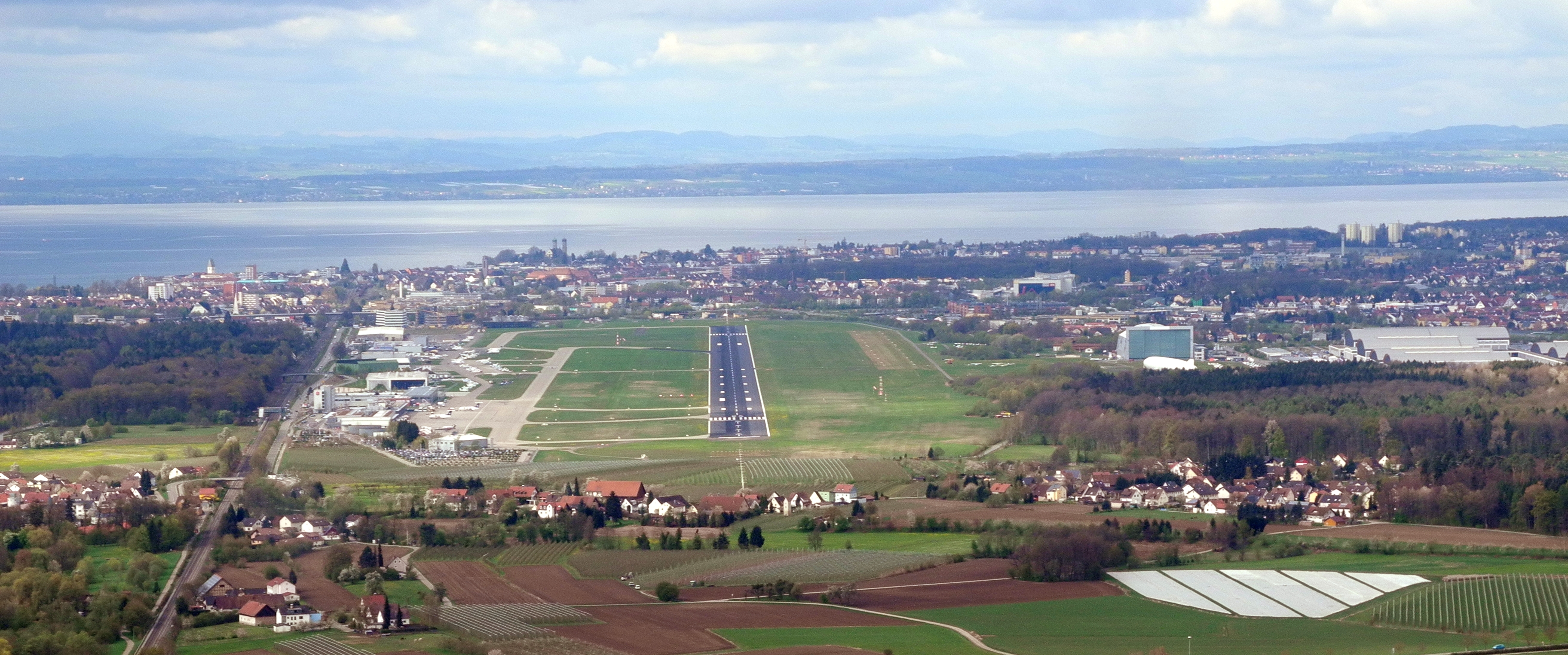
Vue aérienne de l'aéroport de Friedrichshafen, avec au fond le lac de Constance.

L'aéroport est doté d'un terminal qui comprend 7 portes d'embarquement (A-G) ainsi que des magasins et des restaurants. Le tarmac peut accueillir 7 appareils accessibles à pied ou en bus, l'aéroport ne disposant pas de passerelle aéroportuaire.
À côté du terminal existe un musée consacré à l'ancienne usine Dornier Flugzeugwerke.

## Compagnies aériennes et destinations
L'aéroport de Friedrichshafen propose les destinations suivantes :
| Compagnies        | Destinations                                                  |
| ----------------- | ------------------------------------------------------------- |
| Aegean Airlines   | En saison charter : Héraklion-N. Kazantzákis, Rhodes-Diagoras |
| AlbaStar          | En saison charter : Palma de Majorque                         |
| Condor            | En saison: Palma de Majorque                                  |
| Corendon Airlines | En saison : Antalya, Hurghada                                 |
| easyJet           | En saison : Londres-Gatwick                                   |
| Lufthansa         | Francfort En saison: Londres-Heathrow                         |
| Mavi Gök Airlines | En saison charter: Antalya                                    |
| Wizz Air          | Skopje, Tuzla                                                 |

Actualisé le 30/07/2023

## Statistiques

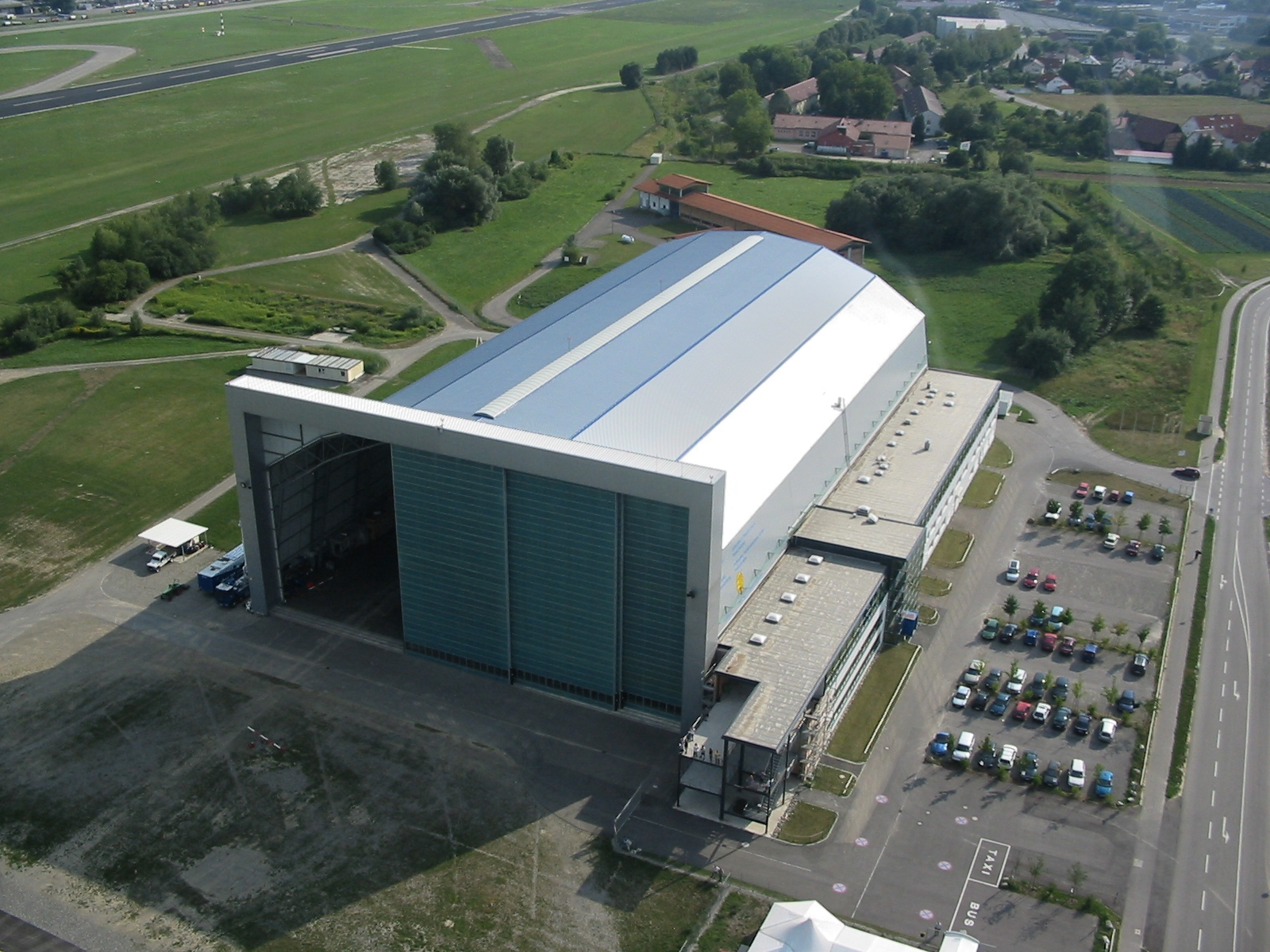
Hangar de dirigeable de l'aéroport.

Pour des raisons techniques, il est temporairement impossible d'afficher le graphique qui aurait dû être présenté ici.

Voir la requête brute et les sources sur Wikidata.
| 2008         | 649 646 |
| 2009         | 578 484 |
| 2010         | 590 640 |
| 2011         | 571 709 |
| 2012         | 545 121 |
| 2013         | 536 029 |
| 2014         | 596 000 |
| Source : ADV |         |

## Accès

### Par la route
L'aéroport est relié aux autoroutes B30 et B31 allant vers Munich ou aux autoroutes A13/A14 vers l'Autriche et la Suisse. Des taxis et des agences de location de véhicules sont disponibles sur l'aéroport.

### Par le train
L'aéroport dispose d'une petite gare nommée Friedrichshafen Flughafen, desservie par DB_Regio (en) et par Bodensee-Oberschwaben-Bahn, qui relie le centre-ville de Friedrichshafen ou la ville proche d'Ulm.